# Grüne Standarte
Die Grüne Standarte (chinesisch 綠營兵, Pinyin lùyíngbīng) war der Name einer chinesischen Armee zur Zeit der Qing-Dynastie. Sie bestand großteils aus Han-Chinesen und stand in Konkurrenz zu den vorwiegend mandschurisch-mongolisch geprägten Acht Bannern. 
Ursprünglich bestand die Grüne Standarte aus den chinesischen Truppen, die sich 1644 den heranstürmenden Qing ergeben hatten. Sie rekrutierte sich aus meist längerdienenden Freiwilligen aus sozial benachteiligten Bevölkerungsschichten. Häufig wurden die Söhne bereits dienender Soldaten angeworben. Der Dienst in der Standarte war grundsätzlich als Lebensaufgabe gedacht, doch war ein Austritt und die Rückkehr ins Zivilleben relativ leicht möglich. Meist wurden die Soldaten so schlecht und unregelmäßig bezahlt, dass es ihnen nahezu unmöglich war, zu heiraten und eine Familie zu unterhalten. Die chinesische Zivilbevölkerung blieb zu ihnen weitgehend auf Distanz, insbesondere auch wegen tief verwurzelter antimilitärischer Vorurteile. 
Ab dem 18. Jahrhundert wurde die Grüne Standarte vorwiegend als Polizei- und Wachtruppe eingesetzt, um Ruhe und Ordnung aufrechtzuerhalten und kleinere lokale Unruhen niederzuschlagen. Mitunter setzte man sie auch im Justiz- und Finanzbereich ein. 
Organisatorisch war die Truppe stark zersplittert. Den Provinzgouverneuren unterstanden jeweils ein Bataillon, daneben gab es aber tausende über das Land verteilter Außenposten, die häufig kaum ein Dutzend Mann umfassten. 
In den Opiumkriegen und dem Taiping-Aufstand zeigte sich, dass die Grüne Standarte – ähnlich wie die Acht Banner – den Erfordernissen moderner Kriegsführung nicht gewachsen war, was den Niedergang der Truppe einläuten sollte. 